# Cud w Bernie
Cud w Bernie – potoczne określenie finałowego meczu mistrzostw świata w piłce nożnej 1954 w Szwajcarii pomiędzy reprezentacjami RFN i Węgier, który odbył się 4 lipca 1954 na Wankdorfstadion w Bernie i zakończył sensacyjnym zwycięstwem Niemców 3:2, którzy tym samym zostali po raz pierwszy mistrzami świata.

## Przed finałem

### RFN
Przed II wojną światową reprezentacja Niemiec (III Rzeszy), poza brązowym medalem z mundialu 1934, nie odnosiła dużych sukcesów. Po wojnie, w związku ze zbrodniami wojennymi, trzy niemieckie reprezentacje: RFN, NRD i Saary nie zostały dopuszczone do eliminacji do mistrzostw w 1950 w Brazylii. Mistrzostwa świata 1954 w Szwajcarii były pierwszym dla RFN wielkim turniejem po II wojnie światowej. Nie spodziewano się, aby Niemcy mogli odegrać jakąś większą rolę. Samo dotarcie do finału było dużym zaskoczeniem.

### Węgry
Reprezentacja Węgier (nazywana „Złotą jedenastką”) była największym faworytem do zdobycia tytułu mistrza świata. Od 14 maja 1950 Węgrzy nie przegrali żadnego z 32 kolejnych meczów, z czego 28 wygrali, a tylko 4 zremisowali. Zostali w tym czasie mistrzami olimpijskimi w 1952 w Helsinkach i zdobyli Central European International Cup w 1953. W meczu rozegranym 25 listopada 1953 reprezentacja Węgier została pierwszą drużyną spoza Wysp Brytyjskich, która pokonała  na stadionie Wembley reprezentację Anglii 6:3. Pół roku później, 23 maja 1954 w Budapeszcie Węgrzy ponownie wygrali, tym razem 7:1, co pozostaje najwyższą porażką Anglików w historii.
Reprezentacja Węgier w fazie grupowej mistrzostw świata 1954 spotkała się już z reprezentacją RFN, którą pokonała na St. Jakob-Stadion w Bazylei aż 8:3. Podczas tego meczu kapitan Złotej jedenastki, Ferenc Puskás doznał poważnej kontuzji, która wykluczyła go z występów w dwóch następnych meczach fazy pucharowej. Mimo tego reprezentacja Węgier wygrała po 4:2 w ćwierćfinale z Brazylią (ówczesny wicemistrz świata) i w półfinale z Urugwajem (obrońca tytułu).

## Mecz

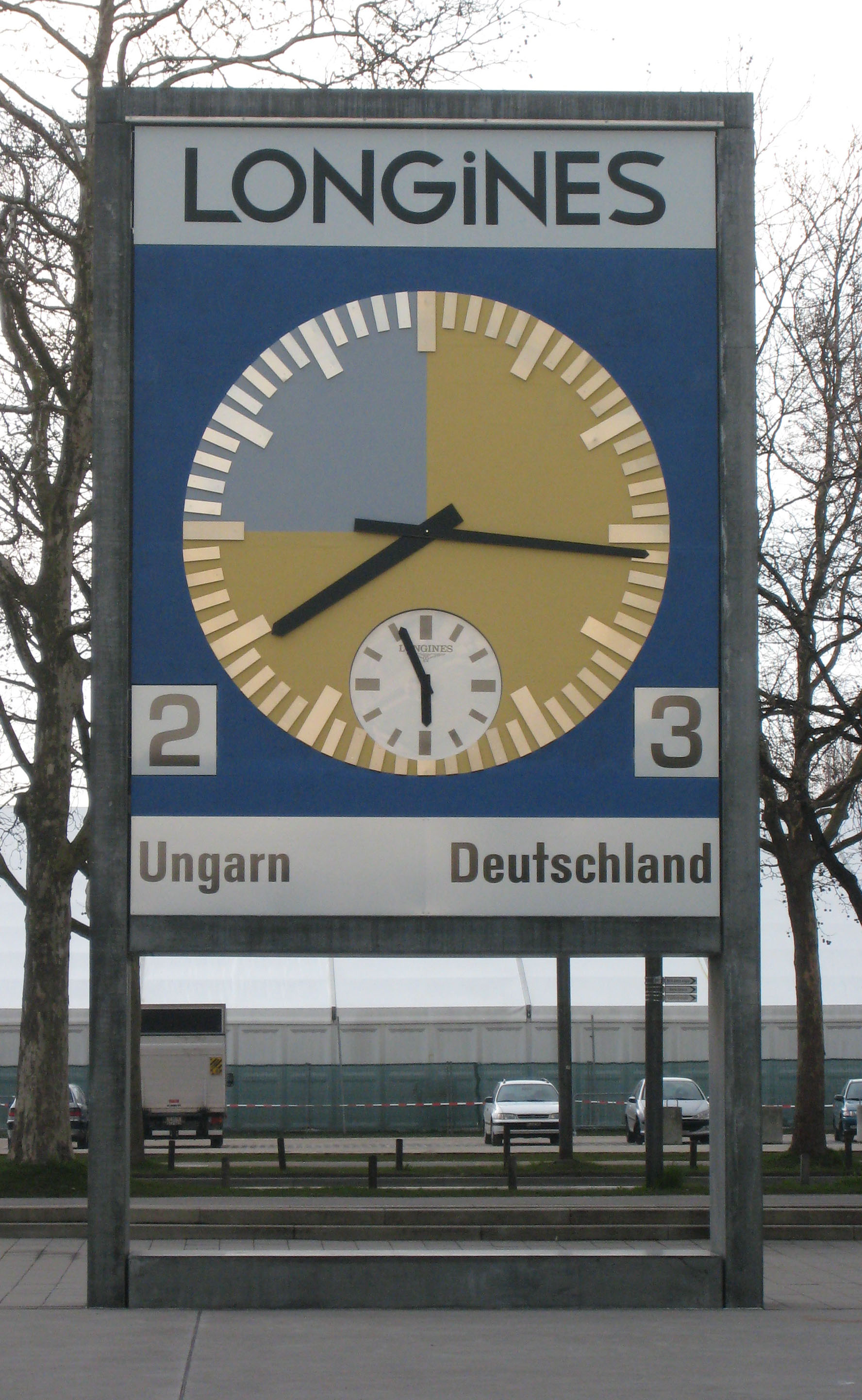
Odrestaurowany zegar z wynikiem meczu zainstalowany w przedniej części Stade de Suisse

4 lipca 1954, na Wankdorfstadion w Bernie reprezentacja Węgier z Ferencem Puskásem w składzie spotkała się w finale z reprezentacją RFN. Tego dnia padał deszcz, a Niemcy warunki określili jako pogoda Fritza Waltera („Fritz Walter-Wetter”), gdyż ich kapitan grał swoje najlepsze mecze właśnie w takich warunkach. Ponadto Niemcy mieli nowatorskie obuwie przygotowane przez Adi Dasslera (założyciela firmy Adidas), które pozwało na grę w każdych warunkach pogodowych. Buty miały wkręcane korki i w czasie gdy boisko stawało się grząskie, wymieniono im je na dłuższe, co dawało lepszą przyczepność.
Początek dla Złotej jedenastki był pomyślny: już po ośmiu minutach meczu, dzięki bramkom Ferenca Puskása i Zoltána Czibora, drużyna węgierska prowadziła 2:0.
Jednak w 10. minucie nastąpił nieoczekiwany zwrot. Hans Schäfer dośrodkował z lewej strony. Obrońca Gyula Lóránt odbił piłkę w stronę bramkarza, jednak zrobił to zbyt słabo. Jego błąd wykorzystał Max Morlock, który dobiegł do piłki i zmylił zaskoczonego Gyulę Grosicsa.
W 18. minucie reprezentację Węgier spotkał następny cios, tym razem ze strony Helmuta Rahna, który strzelił wyrównującą bramkę na 2:2. „Złota jedenastka” ruszyła do ataku, jednak niemiecka obrona, a szczególnie bramkarz Toni Turek, nie dała się zaskoczyć. W 24. minucie Turek popisał się fantastyczną obroną strzału Zoltána Czibora, a znany w tamtych latach niemiecki komentator radiowy, Herbert Zimmermann krzyknął do mikrofonu: „Toni, jesteś piłkarskim bogiem!”. Do przerwy wynik już się nie zmienił.
Na początku drugiej połowy Węgrzy ponownie zdobyli przewagę, jednak nie przekładało się to na gole. Zawodnicy stawali się coraz bardziej podenerwowani. Następne uderzenia były niecelne lub skutecznie bronione przez niemieckiego bramkarza.
W 84. minucie Hans Schäfer podał główką do Helmuta Rahna, który strzelił bramkę dla RFN na 3:2. W 87. minucie Puskás trafił w końcu do bramki Niemców, jednak angielski sędzia William Ling nie uznał gola, bo sędzia liniowy dopatrzył się spalonego.
Mecz zakończył się wynikiem 3:2 dla reprezentacji RFN, którzy tym samym zostali mistrzami świata, choć nie dawano im dużych szans nawet na wyjście z grupy. W ten sposób przerwana została niezwykła passa „Złotej jedenastki”.

## Po meczu
Trener Węgrów, Gusztáv Sebes, tłumaczył porażkę zmęczeniem zespołu, który pokonał w drodze do finału reprezentacje Brazylii i Urugwaju, a także nocnym koncertem zorganizowanym w okolicy hotelu, który utrudniał sen zawodnikom. Skarżył się też na brutalną grę przeciwnika, kontuzję Puskása, system rozgrywek i nieuznanie wyrównującej bramki w końcówce. Triumfujący Sepp Herberger mówił natomiast, że jego zespół miał równie trudną drogę do decydującego pojedynku, brutalną grę podopiecznych nazwał ostrą, bramka Puskása padła ze spalonego, a źródła sukcesu upatrywał przede wszystkim w konsekwencji taktycznej i umiejętności wyciągania wniosków, przede wszystkim z pierwszego meczu z reprezentacją Węgier.

### Kontrowersje
W 2010 pojawiały się informacje, że zwycięstwo niemieckie nie było czyste. Historyk sportu Erik Eggers wraz z zespołem zajmował się badaniem tego przypadku na Uniwersytecie Humboldtów w Berlinie. Orzekł on, iż istnieje „kilka mocnych przesłanek, które wskazują na wstrzykiwanie niektórym niemieckim piłkarzom Pervitinu, a nie witaminy C jak wcześniej twierdzono”. Pervitin był opartym na metamfetaminie stymulantem używanym wśród żołnierzy niemieckich podczas II wojny światowej. Badania przeprowadzone przez Uniwersytet w Lipsku, które zostały później określone jako „Doping w Niemczech”, były finansowane przez Niemiecki Komitet Olimpijski.

## Statystyki
| 4 lipca 1954 17:00 CET | RFN · Morlock 10' · Rahn 18', 84' | 3–2(2:2)Raport | Węgry · 6' Puskás · 8' Czibor | Wankdorfstadion, Berno · Widzów: 62 500 · Sędzia: William Ling Anglia |
|                        |                                   |                |                               |                                                                       |

| RFN | Węgry |

| RFN:           |    |                  |
|                |    |                  |
| BR             | 1  | Toni Turek       |
| OB             | 7  | Josef Posipal    |
| OB             | 3  | Werner Kohlmeyer |
| PO             | 6  | Horst Eckel      |
| PO             | 10 | Werner Liebrich  |
| PO             | 8  | Karl Mai         |
| NA             | 13 | Max Morlock      |
| NA             | 16 | Fritz Walter (c) |
| NA             | 12 | Helmut Rahn      |
| NA             | 15 | Ottmar Walter    |
| NA             | 20 | Hans Schäfer     |
| Trener:        |    |                  |
| Sepp Herberger |    |                  |

| Węgry:        |    |                   |
|               |    |                   |
| BR            | 1  | Gyula Grosics     |
| OB            | 2  | Jenő Buzánszky    |
| OB            | 3  | Gyula Lóránt      |
| OB            | 4  | Mihály Lantos     |
| PO            | 5  | József Bozsik     |
| PO            | 6  | József Zakariás   |
| PO            | 9  | Nándor Hidegkuti  |
| NA            | 11 | Zoltán Czibor     |
| NA            | 8  | Sándor Kocsis     |
| NA            | 10 | Ferenc Puskás (c) |
| NA            | 20 | Mihály Tóth       |
| Trener:       |    |                   |
| Gusztáv Sebes |    |                   |

| - Sędzia: William Ling - Asystenci: - Vincenzo Orlandini - Sandy Griffiths - Zawodnik meczu: Helmut Rahn |

RFN
PIERWSZY TYTUŁ

## Wpływ historyczny

### Niemcy

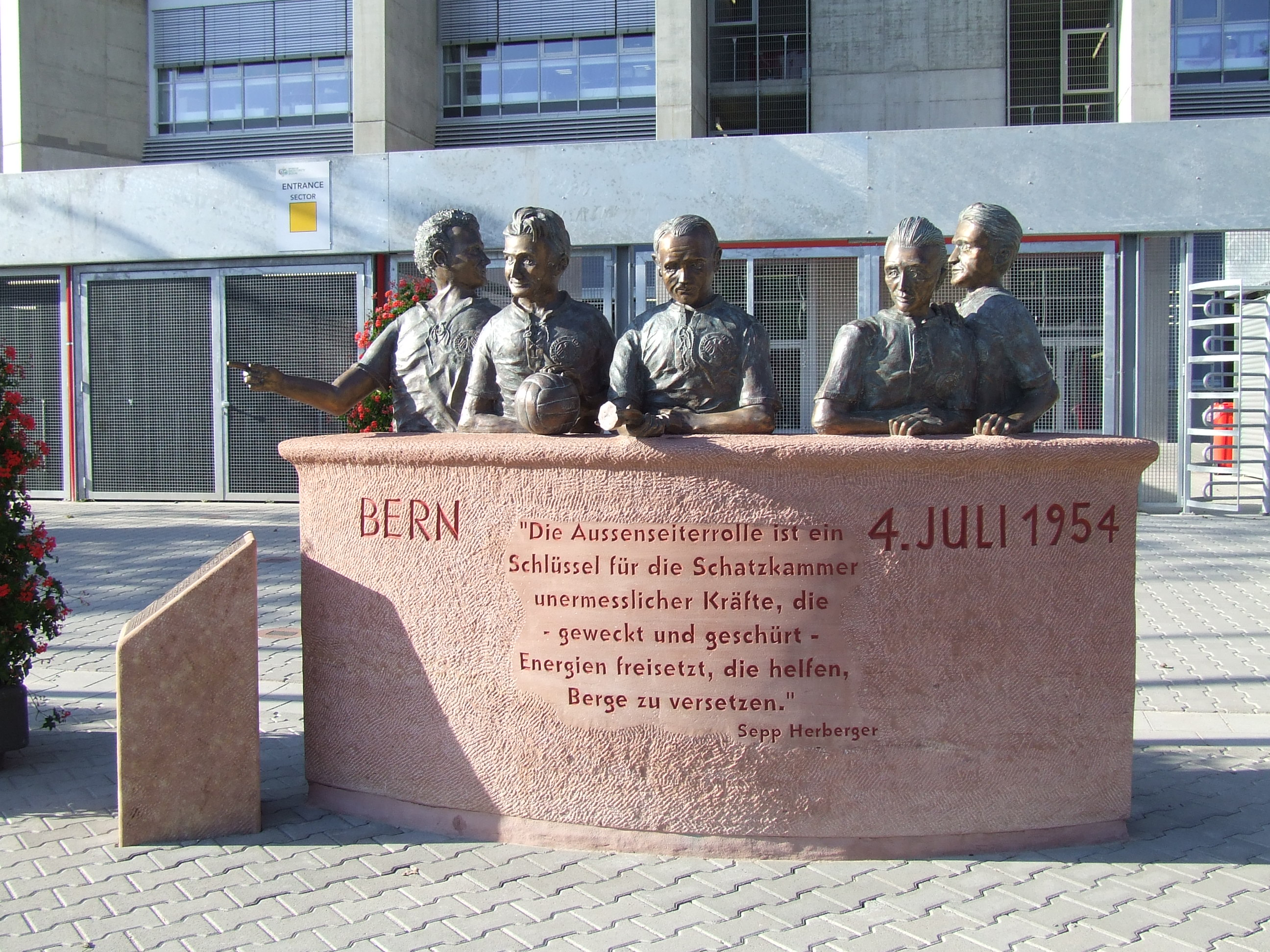
Pomnik piłkarzy 1. FC Kaiserslautern – „Bohaterów z Berna” przed Fritz-Walter-Stadion. Od lewej: Werner Liebrich, Fritz Walter, Werner Kohlmeyer, Horst Eckel, Ottmar Walter

W 1949 powstała Republika Federalna Niemiec. W kraju panowało przygnębienie i rozczarowanie przegraną wojną i rządami aliantów. Na początku lat pięćdziesiątych wydawało się, że sytuacja ulega poprawie. Niemcy mieli ponownie zagrać na mistrzostwach świata.

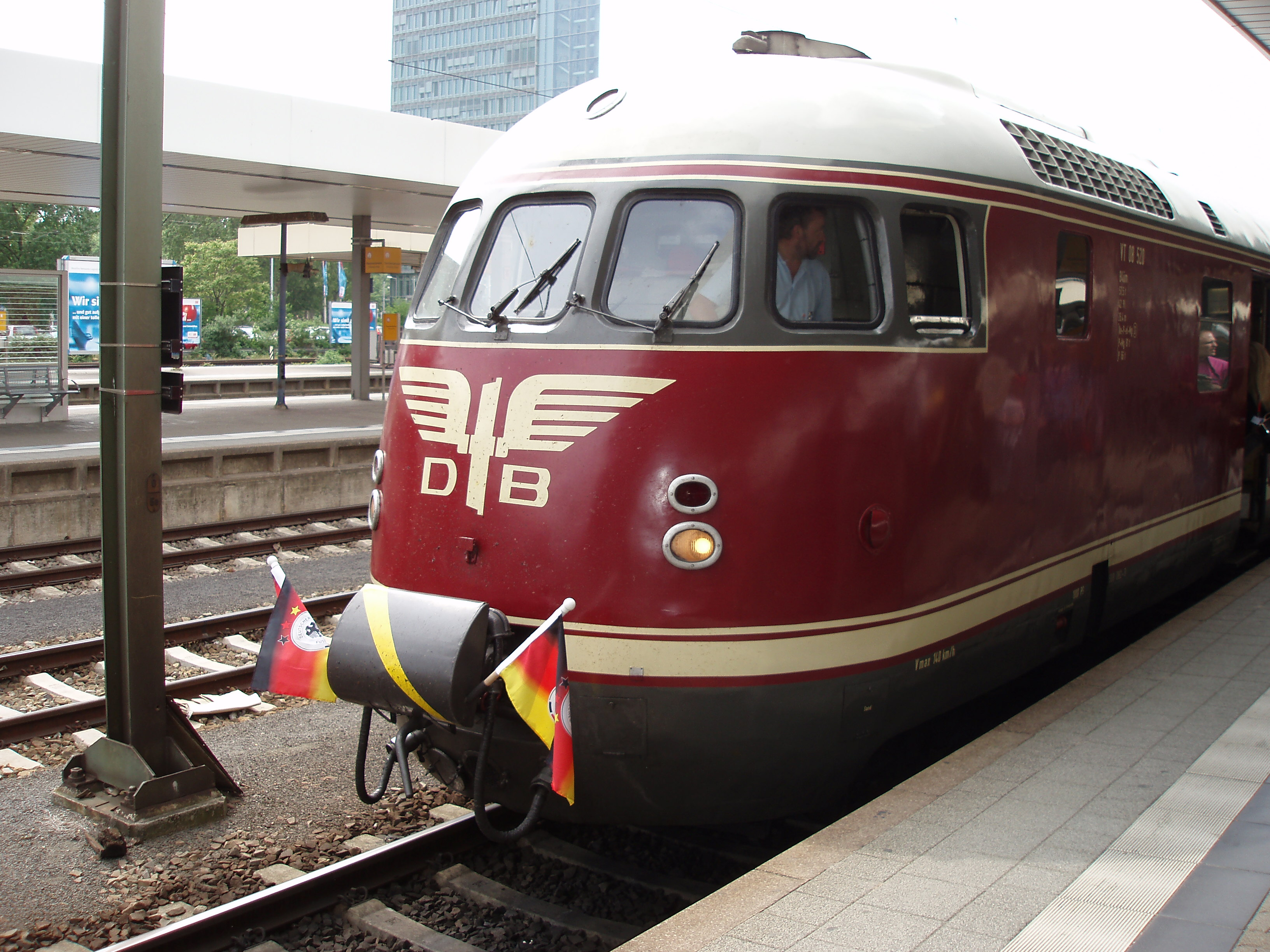
„Weltmeisterzug” z 1954

Zdobycie mistrzostwa przez reprezentację sprawiło, że wreszcie Niemcy mieli powód do dumy. Po raz pierwszy od zakończenia wojny zagrano niemiecki hymn narodowy na międzynarodowej imprezie sportowej. O meczu tym mówiono jeszcze bardzo długo. Od tego wydarzenia Niemcy byli postrzegani jako faworyci każdej większej imprezy, co praktycznie trwa do dziś. Politolog Arthur Heinrich i historyk Joachim Fest mówili w związku z „Cudem w Bernie” o narodzinach Republiki Federalnej Niemiec.
„Cud z Berna” miał także swój udział w szybkim rozwoju Republiki Federalnej Niemiec po II wojnie światowej. Tchnął wielkiego ducha optymizmu, co przyczyniło się w jakimś stopniu do cudu gospodarczego.
W 2003 powstał film fabularny Cud w Bernie w reżyserii Sönke Wortmanna. Komentarz Herberta Zimmermanna do gola strzelonego przez Helmuta Rahna, dającego prowadzenie Niemcom 3-2 (Schäfer otoczony wewnątrz… Główka… Czysto. Rahn powinien strzelać… Rahn strzela! Gol! Gol! Gol! Gol! Gol dla Niemców! Niemcy prowadzą 3-2. Jestem szalony! Jestem szczęśliwy!) jest znany nawet najmłodszym kibicom.

### Węgry
W Budapeszcie zawrzało. Porażka w finale z Niemcami została odebrana jako kompromitacja. Pojawiły się plotki, że piłkarze „sprzedali” mecz, a nawet że każdy z piłkarzy „Złotej jedenastki” dostał od reprezentacji RFN mercedesa w zamian za oddanie im zwycięstwa. Na ulicach Budapesztu wieczorem 4 lipca zgromadziło się ok. 4 tysiące protestujących, którzy grozili śmiercią trenerowi Sebesowi i kapitanowi drużyny Puskásowi i wdarli się pod siedzibę radia. Następnego dnia doszło do ponownych demonstracji, które wieczorem zgromadziły do 10 tysięcy ludzi. Tłum wybijał szyby i zablokował komunikację. Przewrócono tramwaj, podpalono kilka samochodów. W ciągu następnych dnia trwały zamieszki na mniejszą skalę. 7 lipca milicja musiała zabezpieczyć dworce kolejowe, gdzie tłum oczekiwał na przyjazd piłkarzy. Ogółem zatrzymano 472 osoby, z tego 11 oskarżono o zniszczenie mienia lub napaść na milicjantów, a pozostałych ukarano mandatami. Władze ukarały dziennikarzy, zmieniając kierownictwo „Nepsportu”. Utrzymywały, że „Złota jedenastka” istnieje dzięki rządom komunistów.
Drużyna wróciła ze Szwajcarii pociągiem. Na granicy zgotowano im gorące powitanie, jednak w Győr kazano im wysiąść i autokarem przewieziono do Taty. Węgierski przywódca Mátyás Rákosi podziękował wszystkim piłkarzom za waleczną grę podczas mistrzostw. Piłkarze byli rozwożeni do domów samochodami bezpieczeństwa w godzinach nocnych. Wkrótce bramkarz reprezentacji Gyula Grosics został oskarżony o zdradę i szpiegostwo. Został zdyskwalifikowany na półtora roku. Nie pozwolono mu na grę w Honvedzie i przeniósł się do Tatabánya Bányász.
W 1956 na Węgrzech wybuchła rewolucja, w wyniku której wielu piłkarzy „Złotej jedenastki” wyjechało za granicę, tym samym kończąc występy w reprezentacji. Węgrzy już nigdy nie odegrali tak wielkiej roli w świecie futbolu.